# Attalea cephalotus
Attalea cephalotus là loài thực vật có hoa thuộc họ Arecaceae. Loài này được Poepp. ex Mart. mô tả khoa học đầu tiên năm 1844.